# Juegos Panhelénicos
| Juegos           | Honrado por la Deidad | Ubicación      | Premio                    | Frecuencia                                                                            |
| ---------------- | --------------------- | -------------- | ------------------------- | ------------------------------------------------------------------------------------- |
| Juegos Olímpicos | Zeus                  | Olimpia, Élide | Corona de olivo (Kotinos) | Cada 4 años (marcó el inicio del año 1 de una Olimpiada)                              |
| Juegos Píticos   | Apolo                 | Delfos         | Corona de laurel          | Cada 4 años (2 años después de los Juegos Olímpicos; año 3 de la Olimpíada)           |
| Juegos Nemeos    | Zeus, Heracles        | Nemea, Corinto | Apio silvestre            | Cada 2 años (año antes y después de los Juegos Olímpicos; años 2 y 4 de la Olimpíada) |
| Juegos Ístmicos  | Poseidón              | Istmia, Sición | Pino                      | Cada 2 años (el mismo año que los Juegos de Nemea, en diferente época del año)        |

Juegos Panhelénicos o Festivales panhelénicos es el término que recibe el conjunto de cuatro contiendas diferentes que eran celebradas en la antigua Grecia. Estos cuatro juegos eran los Juegos Olímpicos, los Juegos Píticos, los Juegos Nemeos y los Juegos Ístmicos.
La celebración de estos juegos implicaba que todas las ciudades debían respetar una tregua sagrada. Los Juegos Olímpicos eran los más importantes y prestigiosos, celebrados cada cuatro años cerca de Elis, en honor a Zeus. Los Juegos Píticos también eran celebrados cada cuatro años cerca de Delfos, en honor a Apolo. Los Juegos Nemeos, cada dos años, se celebraban en honor a Zeus en Nemea, aunque en determinadas épocas pasaron a ser realizados en Argos. Los Juegos Ístmicos, en honor a Poseidón, se celebraban en Corinto cada dos años.
Los Juegos eran celebrados cada ciclo de cuatro años conocido como Olimpiada, que era una de las medidas de tiempo de la antigua Grecia. En este ciclo, los primeros en celebrarse eran los Juegos Olímpicos que se efectuaban en el primer año; durante el segundo año se celebraban los Juegos Nemeos y los Juegos Ístmicos (en meses diferentes); durante el tercer año acontecían los Juegos Píticos; y en el cuarto año eran nuevamente celebrados los Juegos Nemeos y los Juegos Ístmicos. Después el ciclo se volvía a repetir comenzando nuevamente con los Juegos Olímpicos. Así, los Juegos estaban organizados de forma que un atleta pudiese participar en todos ellos.
Los participantes podían proceder de todo el mundo griego, incluyendo las colonias griegas que se extendían desde Anatolia hasta el Mediterráneo occidental. Sin embargo, los participantes probablemente tenían que ser bastante ricos para poder pagar el entrenamiento, el transporte, el alojamiento y otros costos. Además, no se permitía la participación a las mujeres ni a los no griegos excepto en excepciones muy ocasionales, como con Nerón. 
Los principales eventos atléticos de cada uno de los juegos fueron las carreras de carros, la lucha olímpica, el boxeo, el pancracio, el stadion junto a otras carreras a pie, y el pentatlón (compuesto por la lucha, el stadion, el salto de longitud, el lanzamiento de jabalina y el lanzamiento de disco). A excepción de las carreras de carros, en el resto de acontecimientos los participantes iban desnudos. También hubo competiciones musicales y de canto. Los premios eran una simple corona con hojas del árbol sagrado consagrado a la divinidad correspondiente a cada festival: el laurel en Delfos, el olivo en Olimpia, el apio en Nemea y el pino en Istmia. Los diferentes eventos de los festivales se celebraban en tres lugares: los templos o santuarios acogían las celebraciones religiosas; los estadios, las competiciones atléticas y los teatros, las competiciones musicales y artísticas.
La primera victoria de los Juegos Olímpicos de la que ha quedado noticia se remonta al 776 a. C. Los otros tres juegos se fundaron en el siglo VI a. C.